# Шубравський Василь Єфремович
Василь Єфремович Шубравський (нар. 11 березня 1920, с. Слобода-Яришівська — пом. 1 грудня 1992, Київ) — український літературознавець, шевченкознавець, дослідник і видавець маловідомої української драматургії першої половини XIX ст.
Доктор філологічних наук з 1980 року.
Чоловік фольклористки Марії Шубравської.

## Біографія
Народився у сім'ї хліборобів 11 березня 1920 року в селі Слободі-Яришівській (тепер Могилів-Подільський район Вінницької області, Україна). Після закінчення з відзнакою Одеського педагогічного інституту у 1941 році одразу мобілізований до лав армії. З 1942 і до кінця війни перебував на фронті як командир зенітної батареї. Нагороджений двома орденами Червоної Зірки (27 квітня 1943; 10 січня 1945), двома орденами Вітчизняної війни ІІ ступеня (19 червня 1945; 6 квітня 1985), медаллю «За перемогу над Німеччиною» (9 травня 1945).

Могила Василя Шубравського та його дружини, Байкове кладовище

Після демобілізації з 1946 р. працював директором Яришівської, потім Козятинської середньої школи. З 1950 року навчався в аспірантурі Інституту літератури імені Тараса Шевченка АН УРСР (тепер — Інститут літератури ім. Т. Г. Шевченка НАН України), а після закінчення навчання залишився працювати в ньому. З 1953 року працював молодшим, з 1958 — старшим науковим співробітником відділу шевченкознавства.
Помер на 73-му році життя у Києві 1 грудня 1992 року. Похований разом з дружиною на Байковому кладовищі (ділянка № 49а, 50°25′1.17″ пн. ш. 30°30′5.18″ сх. д. / 50.4169917° пн. ш. 30.5014389° сх. д.).

## Наукова діяльність
Досліджував українську драматургію першої половини XIX століття та драматургію Тараса Шевченка, зокрема (монографія «Драматургія Шевченка»), у 1958 році видав тексти маловідомих українських п'єс цього періоду, видання і досі є актуальним джерелом для дослідників. Вивчав проблему народності української літератури першої половини XIX ст. та народності творчості Шевченка (монографія «Від  Котляревського  до  Шевченка: Проблема народності української  літератури»), рецепції творчості Шевченка в інших культурах та літературах (монографія «Шевченко і літератури народів СРСР»). Долучився до вивчення біографії Т. Шевченка, жанрів його поезії, сприйняття творчості поета у критиці XIX ст. та інших проблем шевченкознавства.
Займався текстологією творів Шевченка, брав участь у академічних виданнях його творів: 6-томному виданні у 1963—1964 роках та 12-томному у 1989—1993. Автор понад сотні статей у наукових збірниках і періодиці, 22 статей до «Шевченківського словника» (У 2 т. К., 1976—1977). За його упорядкуванням вийшло в світ понад 10 видань творів Шевченка для дітей шкільного віку.  
Автор праць з історії української літератури XIX століття.

## Основні праці

### Монографії
- Драматургія Шевченка. Нарис. — К.: Державне видавництво образотворчого мистецтва і музичної літератури. — К., 1957. —111 с. (2-е вид.: К., 1961).
- Шевченко і літератури народів СРСР. — Київ: Вид-во АН УРСР, 1964. — 271 с.
- Від  Котляревського  до  Шевченка: (Проблема  народності  української  літератури). — Київ: Наукова думка, 1976. — 291 с.

### Розділи у колективних монографіях
- Перші роки в Петербурзі (С. 25–47); В Академії художеств. Поява «Кобзаря» та «Гайдамаків» (С. 48–97); Перший період заслання (1847—1850) (С. 222—270); Другий період заслання (1850—1857) (С. 271—327) // Є. П. Кирилюк, Є. С. Шабліовський, В. Є. Шубравський. Т. Г. Шевченко. Біографія. — К.: Наукова думка, 1964. — 636 с.
- Українська драматургія першої половини XIX ст. // Історія української літератури: у 8 томах. — К., 1967. — Т. 2. — С. 375—416.
- Драматургія [1933–1945] // Історія української літератури: у 8 т. — К., 1971. — Т. 7. — С. 261—317.
- Прижиттєва критика (С. 9–29); Шевченко в критиці другої половини XIX ст. (С. 30–80); Шевченко в критиці кінця XIX — початку XX ст. (С. 81–128); Драматургія (С. 483—498) // Шевченкознавство: підсумки і проблеми. — К.: Наукова думка, 1975. — 562 с.
- Жанри // Творчий метод і поетика Т. Г. Шевченка. — К.: Наукова думка, 1980. — С. 192—302.
- У казематі (1847) С. 185—197; Заслання: (Орська фортеця — Аральська експедиція — Оренбург, 1847—1850) С. 198—259 // Т. Г. Шевченко. Біографія. — К.: Наукова думка, 1984. — 558 с.

### Упорядкування, коментарі
- Українська драматургія першої половини XIX століття. Маловідомі п'єси / Упорядкування, коментарі, вступна стаття В. Шубравського. — К.: Державне видавництво художньої літератури, 1958. — 427 с. http://litopys.org.ua/dramukr/dram02.htm
- Шевченко Т. Г. Повне зібрання творів: в 6 т. — К.: Наукова думка, 1963—1964. — Т. 1 : Поезії. 1837—1847 / упоряд.: В. Є. Шубравський та інші. — 1963. — 484 с.; Т. 3 : Драматичні твори. Повісті / упоряд. : В. Є. Шубравський (ред. тому, вступ. зауваження та прим. до рос. повістей) та інші. — 1963. — 507 с.
- Шевченко Т. Г. Повне зібрання творів: у 12 т. — К.: Наукова думка, 1989—1993. — Т. 1 : Поезія. 1837—1847 / упорядкув. та комент.: В. Є. Шубравський та інші. — 1989. — 528 с.; Т. 2 : Поезія. 1847—1861 / упорядкув. та комент.: В. Є. Шубравський та інші. — 1991. — 592 с.; Т. 3 : Драматичні твори. Повісті / упорядкув. та комент.: В. Є. Шубравський (редактор тому) та інші. — 1991. — 400 с.

### Окремі статті
- Про п'ятдесятирічний досвід вивчення Шевченкової спадщини // Радянське літературознавство. — 1967. — № 12. — С. 20–30.
- Невідомі статті про Шевченка // Збірник праць вісімнадцятої наукової шевченківської конференції. — К., 1971. — С. 235—250.
- Т. Г. Шевченко і пісня його краю // Народна творчість та етнографія. — 1977. — № 3. — С. 43–54.
- Балади Тараса Шевченка // Українська мова і література в школі. — 1980. — № 3. — С. 3–14.
- Яков де Бальмен [передмова] // Яков де Бальмен. Повести: С приложением портрета писателя, его рисунков, отрывков из записной книжки и недавно обнаруженных писем. — Харків: Прапор, 1988. — С. 12–22.
- Біля джерел шевченкознавства [про шевченкознавця Б. О. Навроцького] // Вітчизна. — 1989. — № 3. — С. 162—166.
- Тарас Шевченко — поет-новатор // Дукля. — 1989. — № 3. — С. 30–37.
- Текстологія поетичних творів Шевченка періоду заслання: проблема тексту і датування // Питання текстології. Т. Г. Шевченко. Зб. наук. праць. — К.: Наукова думка, 1990. — С. 77–96.
- Варвара Николаевна Репнина [Передмова] // Репнина В. «Я Вас слишком искренно люблю»: повесть, письма Т. Шевченко и Ш. Эйнару. — Харків, 1991. — С. 7–30.